# 天闻阁琴谱
《天闻阁琴谱》，古琴谱。由唐彝铭于清光绪二年撰刊。
其內容涵盖了音律、指法、弹琴名家、斫琴法则及145首琴曲。琴曲按音调的不同分为：宫音、商音、角音、徵音、羽音、黄钟调、太簇调、姑洗调、蕤宾调、夷则调、無射调等十一部分。